# Gewöhnliche Osterluzei
Die Gewöhnliche Osterluzei oder Aufrechte Osterluzei (Aristolochia clematitis) ist eine Pflanzenart, die zur Familie der Osterluzeigewächse (Aristolochiaceae) gehört.

## Wortherkunft
Der Pflanzenname „Osterluzei“, über frühneuhochdeutsch ōsterlutzye und mittelhochdeutsch ostirlucie, stammt (unter Anlehnung an heimisches Wortgut) von althochdeutsch astrinza/astrenza, das sich aus mittellateinisch aristologie/astrolocia (lateinisch auch aristologia) entwickelte und darüber von griechisch aristolocheía („bestes Gebären“) herrührt, da die Pflanze gemäß Dioskurides und Plinius den Wöchnerinnen beim Abgang der Nachgeburt helfen soll.

## Beschreibung

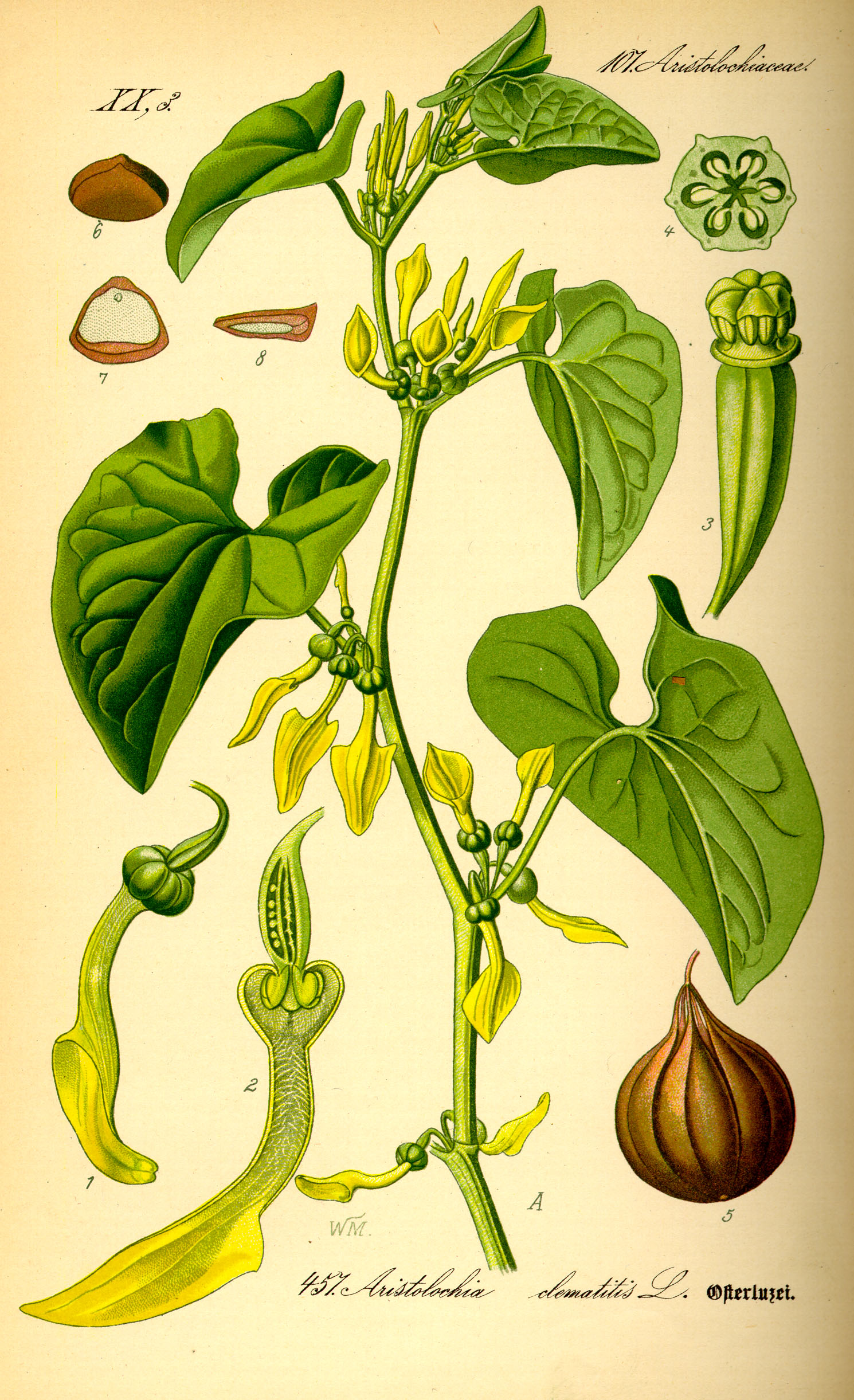
Illustration der Blüte der Osterluzei mit Längsschnitt (aus Otto Wilhelm Thomé: Flora von Deutschland, Österreich und der Schweiz, Gera, 1885)

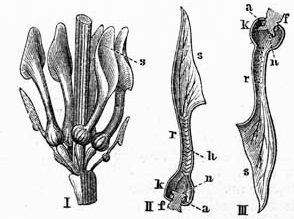
Illustration der Blüte der Osterluzei mit Längsschnitt (aus Meyers Konversationslexikon von 1888)

Die Gewöhnliche Osterluzei ist eine ausdauernde krautige Pflanze, die Wuchshöhen von 30 bis 100 Zentimeter erreicht. Die kriechende Sprossachse bricht leicht. Das Rhizom ist reich verzweigt und im Boden weithin kriechend. Die Pflanze verströmt einen merkwürdigen, leicht fruchtigen Geruch. Die Laubblätter sind langgestielt, tief ausgebuchtet und herzförmig.
Die Blütezeit erstreckt sich in Europa von Mai bis Juni. In den Achseln der oberen Blätter stehen zwei bis acht Blüten zusammen. Die eigenartige Blütenform ist besonders auffallend. Die gestielten, zygomorphen, zwittrigen Blüten sind gelb. Sie sind oben tütenförmig, gehen in eine innen mit nach unten stehenden Haaren bedeckte Blütenröhre über, die sich dann unten zu einem Blütenkessel bauchig erweitert. Die Blüten sind eine Falle für besuchende Insekten, die durch die Behaarung der Blütenröhre gefangen gehalten werden. Nachdem die Blüte bestäubt wurde, erschlaffen diese Haare, und die wiederum mit Blütenstaub beladenen Insekten können wieder entweichen.
Die vielsamige Kapselfrucht ist anfangs grün, später schwarz mit einem Durchmesser von 1 bis 2 Zentimetern.
Die Chromosomenzahl beträgt 2n = 14.

## Ökologie
Die Gewöhnliche Osterluzei ist ein Rhizom-Geophyt. Vegetative Vermehrung erfolgt reichlich durch das Rhizom.
Blütenökologisch handelt es sich um Kesselfallen vom Typ der „Gleitfallenblumen“, sie sind vorweiblich und haben einen widerlichen Geruch. Das Perigon besteht aus dem basalen Kessel, der unter der Röhre steht und der oberseits eine durch Wachs glatte Lippe trägt. Besucher sind besonders kleine Zweiflügler, vor allem Zuckmücken der Gattung Ceratopogon, die abrutschen und über die nach unten gerichteten Reusenhaare in den Kessel fallen. Die Reusen welken erst nach Bestäubung der Narben, etwa nach zwei Tagen. Bis dahin werden die Insekten durch bereitgestellten Nektar am Leben gehalten. Auch spontane Selbstbestäubung ist möglich.
Die im reifen Zustand überhängenden, sich mit Längsrissen öffnenden Kapselfrüchte fungieren als Windstreuer. Die schwammigen Samen haben eine häutige Außenschicht, die als schirmartiges Flugorgan zur Windausbreitung als Ballonflieger dient. Fruchtreife ist von September bis Oktober, aber der Fruchtansatz ist nur gering.
Spezialisiert auf die Osterluzei als Futter ist die Raupe des Osterluzeifalters.

## Vorkommen und Gefährdung
Das Verbreitungsgebiet der Gewöhnlichen Osterluzei umfasst die Länder Spanien, Portugal, Frankreich, Belgien, die Niederlande, Deutschland, Dänemark, Tschechien, Polen, die Schweiz, Österreich, Liechtenstein, Italien, Korsika, Sizilien, Kroatien, Slowenien, Serbien, Ungarn, Slowakei, Moldawien, Bosnien-Herzegowina, Montenegro, Albanien, Mazedonien, Bulgarien, Griechenland, Rumänien, Ukraine, die europäische und asiatische Türkei, Aserbaidschan und Georgien.
Die Gewöhnliche Osterluzei ist ursprünglich im Mittelmeerraum beheimatet und findet sich heute durch Verwilderungen in ganz Mitteleuropa an wärmeren Standorten, zum Beispiel im Bereich von Weinbergen, Böschungen und Auwäldern. Sie ist in Europa ziemlich weit verbreitet, aber wahrscheinlich nicht ursprünglich (möglicherweise durch Weinbau eingeschleppt) und tritt stellenweise sehr häufig auf (Weinberge, Gebüsche, Hecken, Zäune, Feldränder). In Mitteleuropa kommt sie in Gesellschaft des Urtico-Aegopodietum aus dem Verband Aegopodion vor, aber auch im Querco-Ulmetum des Verbands Alno-Ulmion und in Gesellschaften der Verbände Berberidion oder Fumario-Euphorbion.
In Österreich gilt die Gewöhnliche Osterluzei in den Bundesländern Burgenland, Wien, Niederösterreich, der Steiermark, Kärnten, Oberösterreich und Vorarlberg (in letzteren beiden nur sehr selten anzutreffen) als alteingebürgert. Im Rheintal, den Kärntner Bergen und dem nördlichen Alpenvorland gilt sie als gefährdet. Die Gewöhnliche Osterluzei steht in mehreren Bundesländern in Deutschland auf der Roten Liste gefährdeter Arten.
Die ökologischen Zeigerwerte nach Landolt et al. 2010 sind in der Schweiz: Feuchtezahl F = 3+ (feucht), Lichtzahl L = 3 (halbschattig), Reaktionszahl R = 4 (neutral bis basisch), Temperaturzahl T = 4+ (warm-kollin), Nährstoffzahl N = 4 (nährstoffreich), Kontinentalitätszahl K = 4 (subkontinental).

## Medizinische Bedeutung

### Historische Verwendung als Heilpflanze
Die Osterluzei-Arten (Aristolochia spec.) dienten seit dem Altertum als Heilpflanzen, zum Beispiel zur Behandlung von Wunden. So empfahlen griechische und römische Ärzte unterschiedliche Aristolochia-Arten auch als Mittel gegen Schlangenbisse. Auch die nordamerikanischen Indianer sollen diese Pflanzenarten zu diesem Zweck eingesetzt haben.
Der Gattungsname Aristolochia geht auf die griechischen Worte aristos (sehr gut, das Beste) und locheios (zum Gebären gehörig) zurück und deutet auf die Anwendung im Altertum hin: Die Wirkstoffe der Pflanze (im Mittelalter Aristologia bzw. Aristologia longa genannt) sollen die Geburt erleichtern und beschleunigen. So schreibt der griechische Arzt Pedanios Dioscurides im 1. Jahrhundert in seiner „Arzneimittellehre“ (Die Aristolochia trägt ihren Namen daher, weil sie Wöchnerinnen helfen soll). Aufgrund der Wehen einleitenden Wirkung galt diese Pflanzenart auch als Abtreibungsmittel, jedoch war hierbei die Gefahr einer Vergiftung groß.
In der nicht evidenzbasierten, wissenschaftlich nicht haltbaren Lehre der Homöopathie wurden Präparate aus der Pflanze nicht nur für verschiedene gynäkologische Indikationen, sondern auch als innerliches und äußerliches Wundheilmittel eingesetzt. Weiters wurden damit chronische Geschwüre behandelt.
In Deutschland wurden im Zuge eines Stufenplanverfahrens (vom 3. Juni 1981) alle „Human- und Tierarzneimittel, die unter Verwendung Aristolochiasäure-haltiger Pflanzen hergestellt werden“ als bedenklich eingestuft und deren arzneimittelrechtliche Zulassung wurde widerrufen. Dies gilt auch für Registrierungen sogenannter Homöopathischer Arzneimittel bis zur Potenzstufe D10. Damit sind Arzneimittel mit Osterluzei nicht mehr verkehrsfähig.

### Frauengold
Wirkstoffe der Osterluzei, namentlich Aristolochiasäuren, führten zum Verbot des Tonikums Frauengold des Karlsruher Unternehmens Homoia durch das Bundesgesundheitsministerium 1981.

### Inhaltsstoffe
Die Wurzeln der Osterluzei enthalten bis zu einem Prozent flüchtiger, wasserunlöslicher, giftiger Aristolochiasäuren, der Gehalt in den Blättern liegt bei maximal 0,03 %. Wesentlich höher ist ihr Anteil im Rhizom und den Wurzeln (bis zu 0,7 %) und in den Samen (bis zu 0,43 %).
Die Aristolochiasäuren gelten als nierenschädigend und krebserzeugend.
Weitere Inhaltsstoffe sind 0,4 % ätherische Öle, Gerbstoffe und Clematinin. Alkaloide und Saponine sind nicht vorhanden.

### Vergiftungen
In Labor- und epidemiologische Studien konnte die Giftigkeit pflanzlicher Zubereitungen, die Pflanzenbestandteile von Aristolochia-Arten enthalten, nachgewiesen werden. So hat die Internationale Agentur für Krebsforschung (IARC) solche Präparate als für den Menschen karzinogen (krebserregend) eingestuft (Karzinogen der Kategorie 1). Darüber hinaus konstatierte die IARC eine nierenschädigende Wirkung von Aristolochia-Mixturen, die nicht unerhebliche Mengen der giftigen Aristolochiasäuren enthalten können. In Tierversuchen, bei denen hohe Dosen dieser Substanzen verabreicht wurden, erlitten die Tiere neben schwerwiegenden Nephrosen auch Atrophien der Milz und des Thymus, Magengeschwüre, gefolgt von Hyperplasien und Hyperkeratosen. Außerdem ist Aristolochiasäure ein ausgesprochenes Kapillargift und verursacht im Magendarmkanal, und zwar auch nach parenteraler Zufuhr ähnliche Wirkungen wie Colchicin. Zudem führt es zu Hyperämie im kleinen Becken, zu Menorrhagie und es kann bei Trächtigkeit bzw. Schwangerschaft auch Abort herbeiführen. Resoptiv wirkt Aristolochiasäure zentral erst erregend, dann lähmend. Vergiftungserscheinungen (bei Tieren beobachtet) sind Erbrechen, Gastroenteritis, Krämpfe, Pulsbeschleunigung, Blutdrucksenkung, Tod im Koma durch Atemlähmung.
Mit Aristolochiasäure verunreinigtes Mehl gilt heute als der seit vielen Jahren gesuchte Auslöser der 1956 in Bulgarien erstmals beschriebenen Balkan-Nephropathie, einer ausschließlich in ländlichen Gegenden des Balkans vorkommenden Krankheit, die zu einer typischen Form des Nierenversagens führt. In den betroffenen Regionen findet sich die Osterluzei als häufiges Unkraut in den Getreidefeldern. Vermutlich werden die ebenfalls giftigen Samen der Pflanze zusammen mit den Getreidekörnern geerntet und gemeinsam mit diesen zu Mehl verarbeitet, was häufig noch in den Dorfmühlen geschieht. Von diesen beziehen die meist bäuerlichen Familien das mit der Aristolochiasäure kontaminierte Mehl, welches sie zu Brot und Ähnlichem weiterverarbeiten. Durch den Verzehr der verunreinigten Backwaren entsteht eine schleichende Vergiftung, die sich schließlich in dem beschriebenen Krankheitsbild äußert, welches durch ein fortschreitendes Nierenversagen ohne den damit sonst meist einhergehenden Bluthochdruck gekennzeichnet ist. Darüber hinaus haben die Betroffenen ein ungewöhnlich hohes Risiko, an Krebserkrankungen der oberen Harnwege zu erkranken.

## Brauchtum
Die Osterluzei ist regional Bestandteil eines Pflanzengebindes bei der Kräuterweihe, die in manchen katholischen Gegenden an Mariä Himmelfahrt in der Kirche gefeiert wird.

## Trivialnamen
Für die Osterluzei sind oder waren, zum Teil nur regional, auch folgende weitere Trivialnamen verwendet: Bruchwurzel, Fobwurz (Schwaben), Hynschkraut, Kynschwurzel, Löffelchrut (St. Gallen), Osterloutzie (mittelhochdeutsch), Osterlizeiachrut (St. Gallen, Werdenberg), Osterlotzie, Osterlucey, Osterluceye, Osterlunz, Osterlutz, Osterluzi, Rämy (Siebenbürgen), Rebling, Sarasine, Saracenkraut, Wildweinranken, Wolfskraut, Zäunling Zeiachrut (St. Gallen, Werdenberg) und Biberkraut.

## Bilder
Gewöhnliche Osterluzei (Aristolochia clematitis):

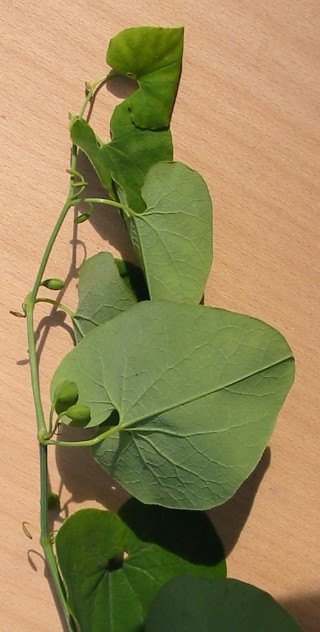
Unreife Früchte
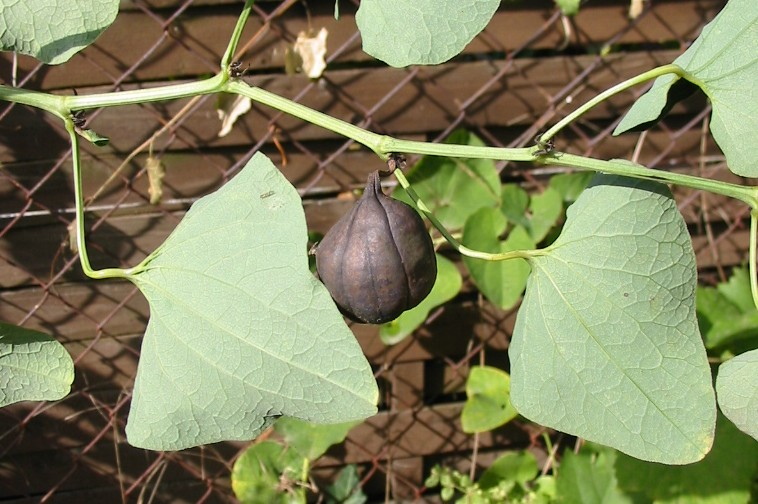
Reife Frucht
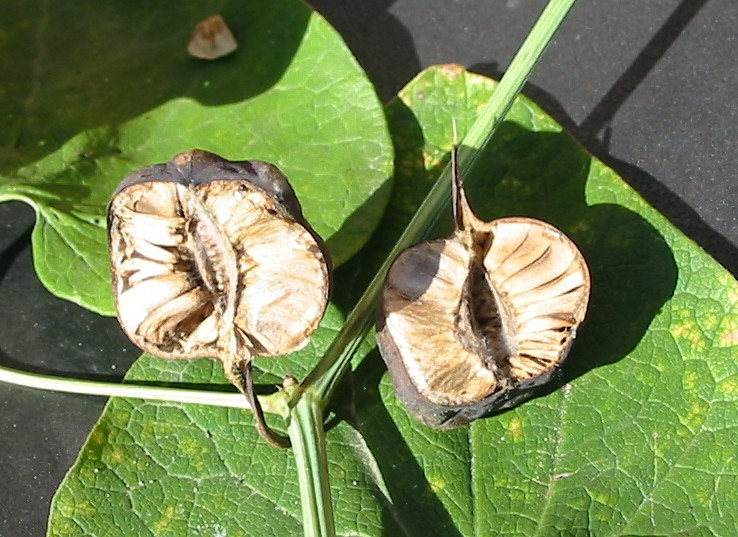
Geöffnete reife Frucht
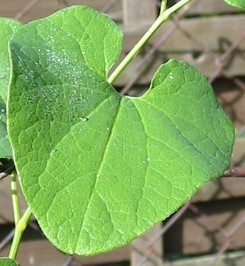
Blatt
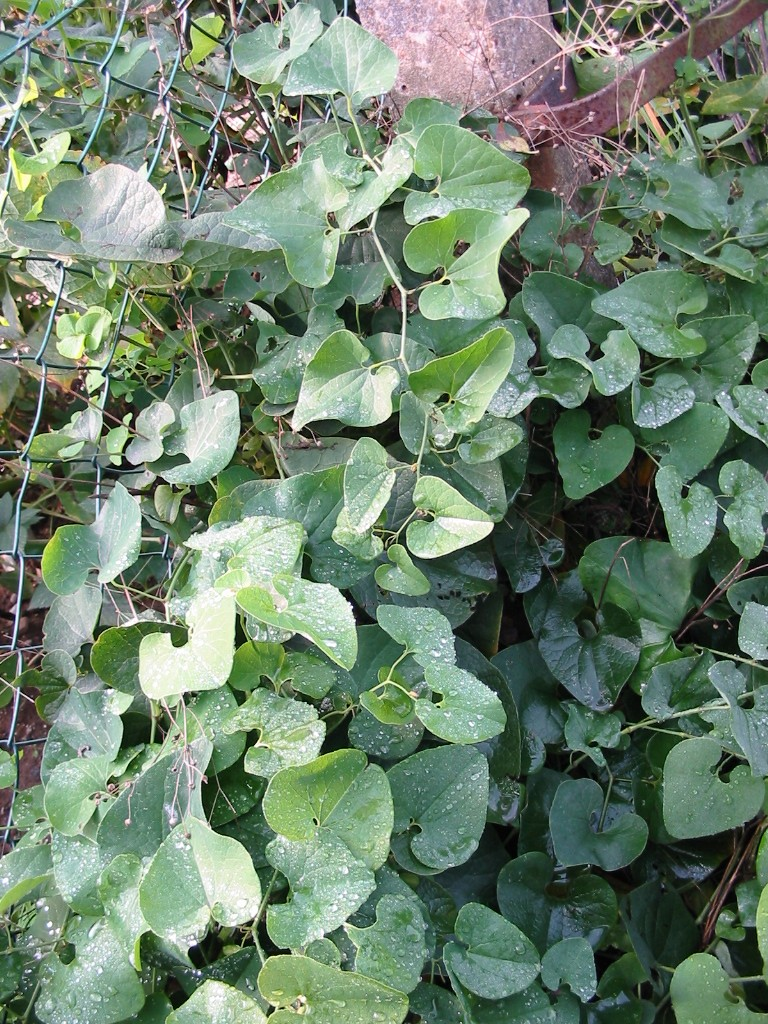
Osterluzei den Boden bedeckend
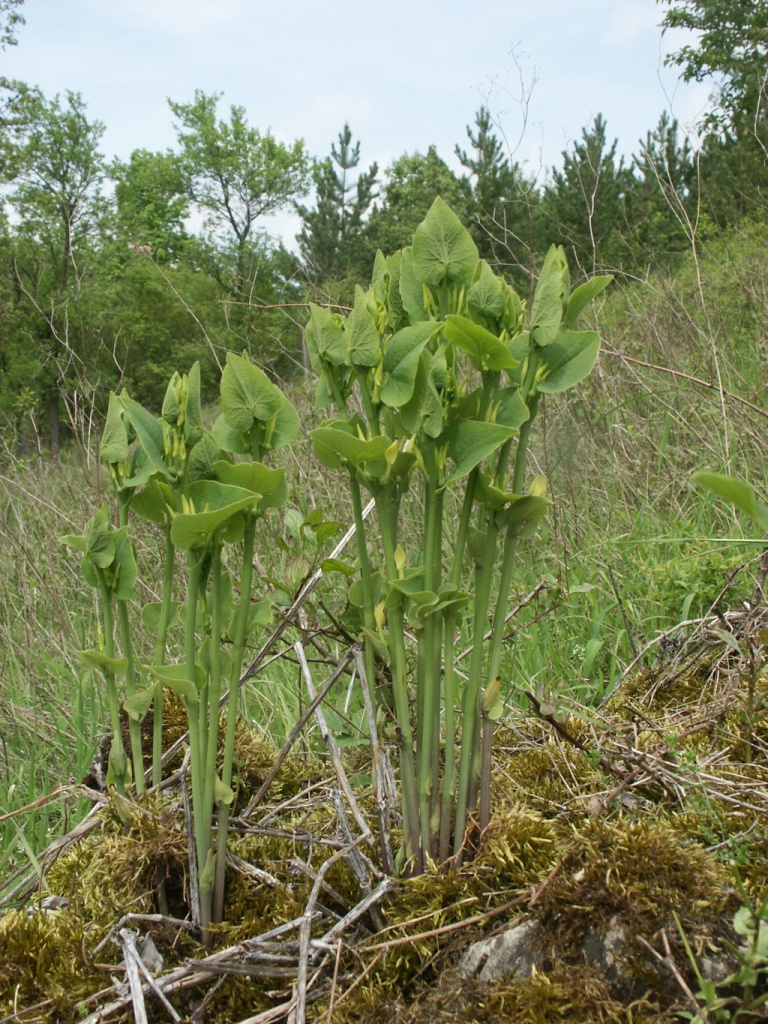
Beim Austreiben am Standort im Tauberland
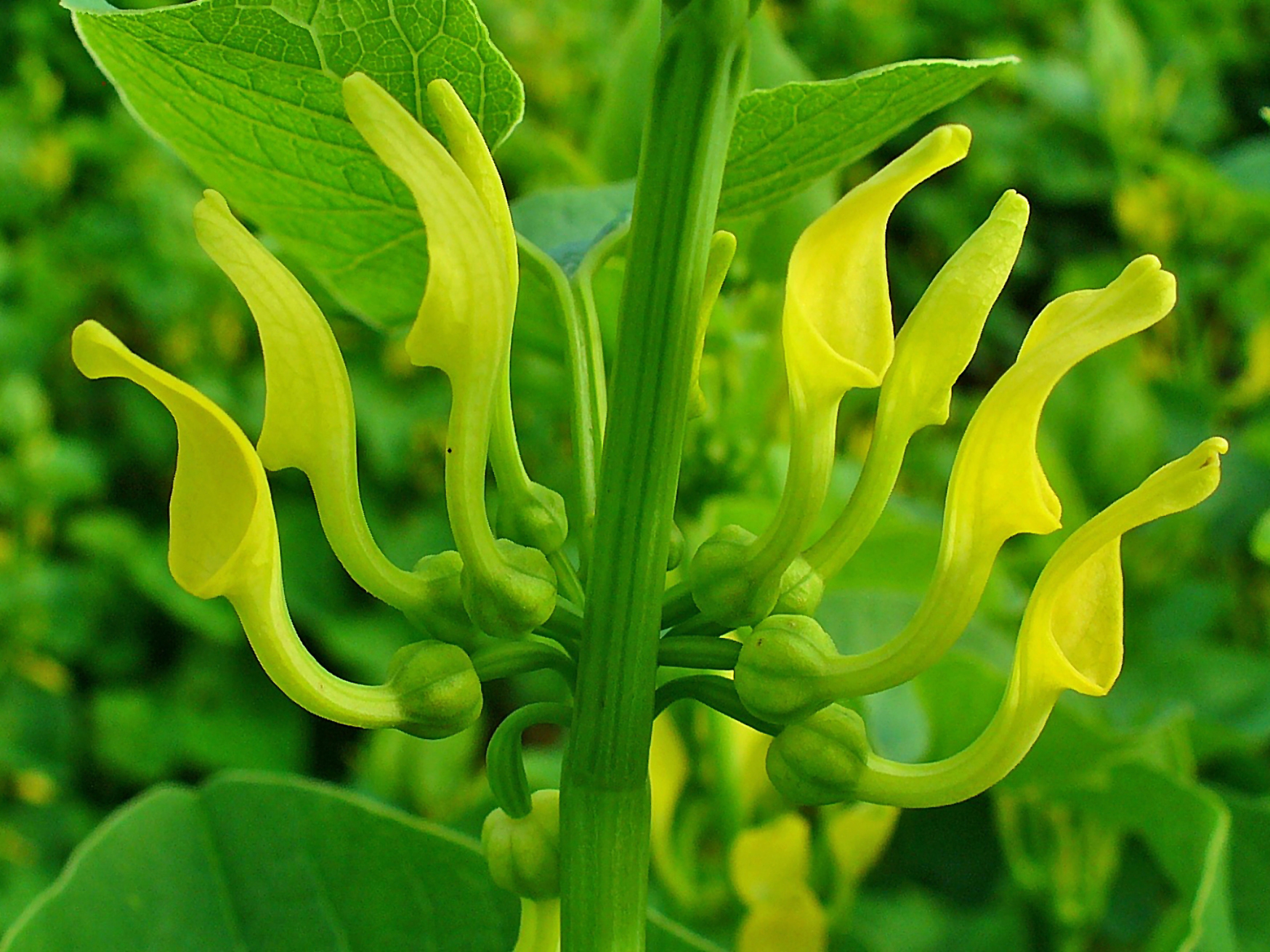
Blütenstand
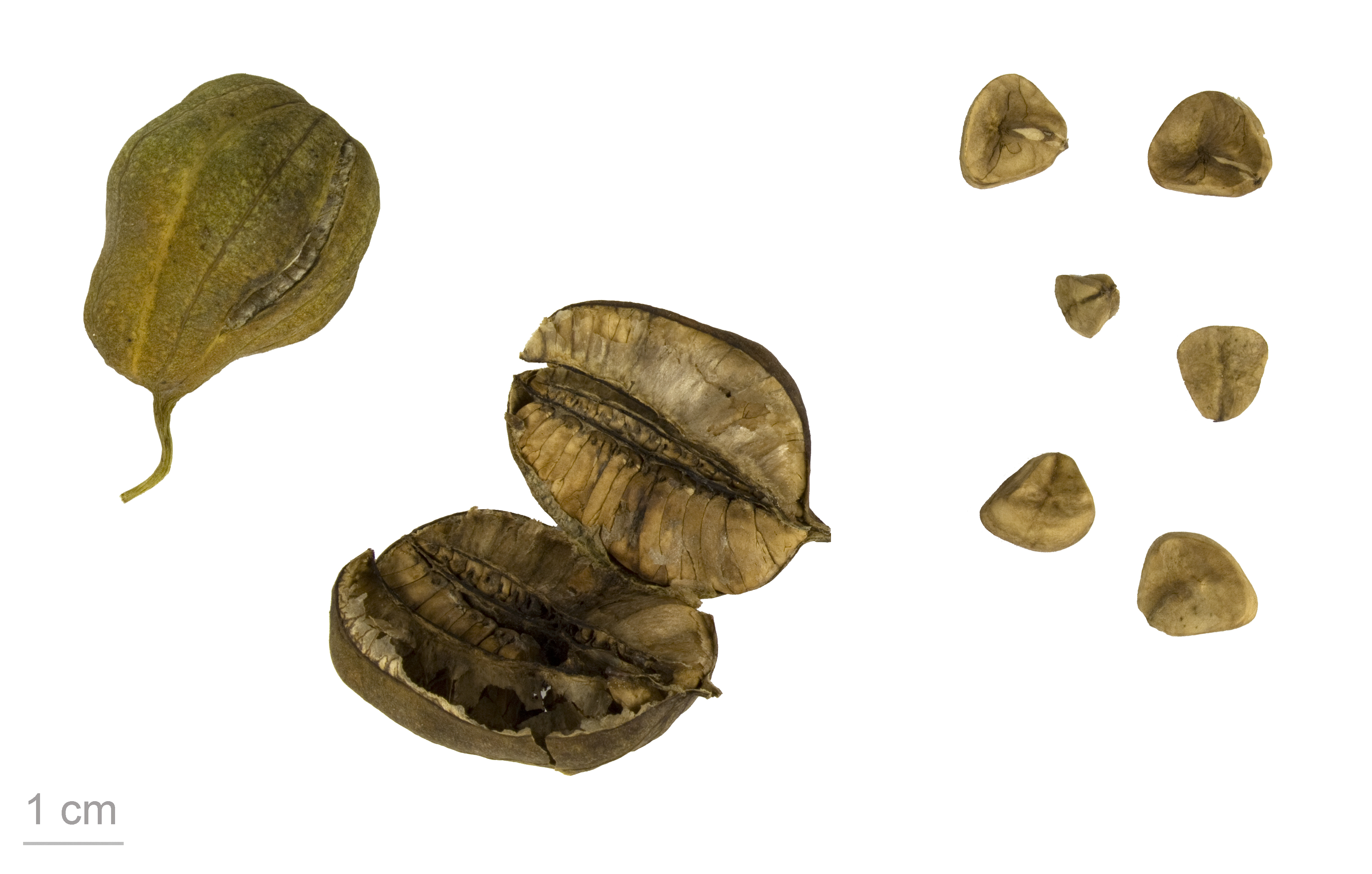
Aristolochia clematitis – Museum specimen